# توولبا
توولبا (به لاتین: Tuolba) یک رود در روسیه است که در یاقوتستان واقع شده‌است.